# Rhön biosfærereservat
Rhön biosfærereservat omfatter hele det centrale område af Rhön-bjergene, en lav bjergkæde i de tyske stater Hessen, Bayern og Thüringen.

## Sigte
I 1991 blev Rhön oprettet af UNESCO som et internationalt  biosfærereservat. Formålet med det  er, under hensyntagen til lokalt landbrug, naturbeskyttelse, turisme og handel, at sikre mangfoldigheden og kvaliteten af levesteder i hele Rhön-regionen. Dette indebærer at skabe et langsigtet, økonomisk miljø for landbrug og handel, der er i harmoni med beskyttelse og pleje af naturen og det lokale landskab. Mennesker er i hjertet af Rhön Biosphere Reserve. Tanken er at have en såkaldt bæredygtig udvikling, som så vidt muligt harmoniserer økonomiske og sociale hensyn med miljøspørgsmål.

## Historie
Allerede den 12. september 1990 blev Thüringer Rhön erklæret for et Rhön-biosfærereservat af Ministerrådet i Den Tyske Demokratiske Republik som en del af DDR's Nationalpark-program. "Forordningen om udpegning af naturbeskyttelsesområder og et landskabsbeskyttelsesområde af central betydning med den overordnede udpegning af biosfærereservatet Rhön" blev offentliggjort den 1. oktober 1990 i Gesetzblatt i Den Tyske Demokratiske Republik.
I vinteren 1990/91, altså umiddelbart efter den fredelige revolution og den tyske genforening, indsendte de tre forbundsstater Bayern, Hessen og Thüringen så særskilte ansøgninger om dets anerkendelse som et UNESCO-biosfærereservat. Den daværende miljøminister, Klaus Töpfer, fremsatte et fælles forslag fra dem. Den 6. marts 1991 blev Rhön-regionen med tre stater udpeget som et biosfærereservat af UNESCO.
I Bayern, Hessen og Thüringen er der oprettet administrative kontorer, der arbejder sammen på grundlag af en administrativ aftale mellem de tre stater dateret november 2002. Samtidig begyndte eksperter at udvikle et rammekoncept. Dette rammekoncept, som første gang blev overdraget i april 1995, var grundlaget for al planlægning og tiltag.
I juni 2014 gennemgik UNESCO Biosfærereservatet Rhön med succes en gennemgang af sit tidligere arbejde af International Coordinating Council, hvorefter UNESCO-status blev bekræftet i yderligere 10 år. Samtidig blev den bayerske del af UNESCOs biosfærereservat udvidet med 58.000 hektar.
Mellem 2014 og 2017 blev indholdet af rammekonceptet revideret. Det reviderede rammekoncept blev præsenteret den 16. maj 2018.

## Zoneinddeling
Biosfærereservatet har i øjeblikket et samlet areal på 1849,39 km2, hvoraf 728 km2 er i Bayern, 635,64 km2 i Hessen og 485,73 km2 i Thüringen. Fra 1991-1995 blev der udarbejdet et "koncept for beskyttelse, pleje og udvikling" for Rhön med mål og foranstaltninger i samarbejde med distrikter, kommuner, myndigheder og samfund. Efter UNESCO's zonesystem blev 41,99 km2 (2,27%) af jorden udpeget som et kerneområde, der ikke må bruges direkte til noget formål, f.eks. landbrug eller skovbrug. Yderligere 674,83 km2 (36,49 %) er udpeget som stødpudezoner, hvor der kun bør være omhyggelig udnyttelse af naturforlignelige arealer. De resterende områder er de samarbejdszoner, hvor landsbyerne og byerne i Rhön ligger.

## Gallery
- Milseburg og Pferdskopf
- Bjergeng med Tyndakset gøgeurt i Høje Rhön
- Duehale søger føde på  Almindelig turt
- Rhön-får